# 領家 (上尾市)
領家（りょうけ）は、埼玉県上尾市にある大字。郵便番号は362-0066。
市の統計などでは大石地区で分類されている。同じ上尾市内の平方領領家に対し、畔吉領家（あぜよしりょうけ）とも称される。

## 地理
埼玉県の中央地域（県央地域）で、上尾市北東部の大宮台地上に位置され、その周囲を取り囲む沖積平野を西側で荒川が、北側および東側で江川やその支流の逆川が流れる。その江川周辺の沖積平野はかつての荒沢沼であった。
大字平方と同様に大正〜昭和初期に行なわれた荒川の河川改修により、右岸側に飛地化した地区（字宮下）があり、上尾市の最西端に位置する。大字平方のように橋で結ばれるなどして直接往来することが出来ず、桶川市側に迂回して樋詰橋を渡る必要がある。江川と荒川の合流点付近に位置する河原に上尾市の最低地点（2.7 m）がある。
北側から東側にかけて逆川を隔てて中分と、南側を畔吉と隣接する。また、西側は旧荒川と隔てて比企郡川島町出丸中郷や、江川を隔てて桶川市川田谷（字樋詰）と隣接する。地区の北部では僅かに藤波とも隣接する。
地区内を上尾道路が北西から南東に通る。また、地区のすぐ南側の上尾道路上にごく小さな飛地が存在する。
上尾領家工業団地が造成され、工業専用地域および工業地域に指定されているが、それ以外は市街化調整区域で農地が多い。また、荒川の右岸側は荒川近郊緑地保全区域に指定され、ほぼ全域が農地で、河道および旧河道沿いに荒地も見られる。
地内に山下遺跡（県遺跡番号：14-089）や石神遺跡（県遺跡番号：14-178）など多数の遺跡（包蔵地）があり、住居跡やピットなどの遺構や石器や土器片などの遺物が発掘されている。また、「領家・八幡宮古墳」（県遺跡番号：14-423）と称される古墳（円墳）もある。

### 地価
工業地の地価は、2021年（令和3年）の公示地価によれば、大字領家字丸山92番地2外の地点で4万3700円/m2となっている。

## 歴史
もとは江戸期より存在した武蔵国足立郡石戸領に属する領家村であった。正保〜元禄年間に藤波村より分村された。飛地が畔吉村、および川田谷村のうちに存在した。村高は『元禄郷帳』によると188石余、『天保郷帳』によると207石余であった。化政期の戸数は54軒余で、村の規模は東西10町、南北8町余であった。地名は荘園の領家が居住していたことによるものと云われている。
1875年（明治8年）の農業産物高は『武蔵国郡村誌』によると米69.75石、糯11.36石、大麦168.37石、小麦85石、大豆64.71石、栗99石、甘藷139300斤であった。
- はじめ知行は旗本牧野氏、1701年（元禄14年）に牧野氏一族に分地されるが[16]、1726年（享保11年、享保14年説もあり）より幕府領となる[6]。なお、検地は1748年（寛延元年）に実施[15]。
- 宝暦年間（1751年〜1764年）に足立郡石戸領に属する菅原新田が比企郡八ツ林村の者により開墾された[18]。開墾当初より幕府領で以降変遷無し[19]。
- 1785年（天明5年）より知行は旗本松平氏[20]、1831年（天保2年）より出羽山形藩領の時期を経て1843年（天保14年）より再び幕府領となる[6]。
- 幕末の時点では足立郡領家村であった。明治初年の『旧高旧領取調帳』の記載によると、代官松村忠四郎支配所が管轄する幕府領であった[注釈 1][6][21]。
- 1868年（慶応4年）6月19日 - 旧幕府領が武蔵知県事・山田政則（忍藩士）の管轄となる。
- 1869年（明治2年）
  - 1月13日 - 武蔵知県事・宮原忠英の管轄区域に大宮県を設置、同県の管轄となる。県庁は東京府馬喰町に置かれる。
  - 9月29日 - 県庁が浦和に置かれ浦和県に改称。
- 1871年（明治4年）
  - 11月13日 - 第1次府県統合により埼玉県の管轄となる。
  - 時期不明 - 林蔵寺（本山派修験、下谷村大行院配下）が廃寺となる[22]。
- 1872年（明治5年）3月 - 大区小区制施行により第18区に属す[23][24]。
- 1874年（明治7年）12月28日 - 弱小村を合併させる明治政府の方針により、領家村の北方に位置する菅原新田を編入する[25][24]。
- 1879年（明治12年）3月17日 - 郡区町村編制法により成立した北足立郡に属す。郡役所は浦和宿に設置。それに伴い、郡内に同名の村が他4ヶ所存在（現、さいたま市浦和区領家、桜区大久保領家や川口市領家や平方領領家）したことから石戸領を冠称して[6]石戸領領家村となる。
- 1884年（明治17年）7月14日 - 連合戸長役場制により成立した小泉村連合に属す。連合戸長役場は小泉村に設置[26]。
- 1889年（明治22年）4月1日 - 町村制施行に伴い、石戸領領家村を含む区域をもって大石村が成立。石戸領領家村は大石村の大字石戸領領家となる[6]。
- 1910年（明治43年）8月11日 - 地内の荒川流域で堤防が決壊し洪水被害（所謂明治43年の大水害）が発生する[27]。
- 1916年（大正5年） - 大石村会より「字名複雑」という理由により大字領家に改称される[16]。
- 1955年（昭和30年）1月1日 - 町村合併促進法の施行に伴い、大石村が上尾町、平方町・原市町・上平村・大谷村と合併して新たな上尾町となったことに伴い[28]、上尾町の大字となる。
- 1958年（昭和33年）7月15日 - 上尾町が市制施行され[28]、上尾市の大字となる。
- 1969年（昭和44年）11月 - 上尾市の工業団地開発特別会計条例に基づき、上尾領家工業団地が造成される[29][30]。
- 1971年（昭和46年）5月 - 地内に養護老人ホーム「恵和園」が開園する[30]。
- 1989年（平成元年）9月9日 - 大字領家の一部（字山下、および在家の一部）が中分の一部となる。また大字領家の一部（字荒沢の北部）が藤波の一部となる[16]。
- 2012年（平成24年）3月22日 - 領家農村センターにある「領家大山石灯籠」が市の上尾市登録文化財（有形民俗文化財）に指定される[31]。
- 2016年（平成28年）4月29日 - 地区内に上尾道路が開通する（片側1車線の暫定開通）[32]。なお、上尾道路に「領家かっぱ橋」と称する横断歩道橋が架かり、橋名は領家地区の河童伝説に因んで付けられた[33]

### 小字
- 丸山[16][注釈 2]
- 石神[注釈 3]
- 宮内[注釈 4]
- 宮下[注釈 5]
- 水下[注釈 6]
- 中[注釈 7]
- 中井[注釈 8]
- 山下[注釈 9]
- 荒沢[注釈 10]

## 世帯数と人口
2019年（平成31年）1月1日現在（上尾市発表）の世帯数と人口は以下の通りである。
| 大字 | 世帯数  | 人口    |
| ---- | ------- | ------- |
| 領家 | 710世帯 | 1,636人 |

## 小・中学校の学区
市立小・中学校に通う場合、学区（校区）は以下の通りとなる。
| 大字 | 番地 | 小学校               | 中学校               |
| ---- | ---- | -------------------- | -------------------- |
| 領家 | 全域 | 上尾市立大石南小学校 | 上尾市立大石南中学校 |

## 事業所
2021年（令和3年）現在の経済センサス調査による事業所数と従業員数は以下の通りである。
| 大字 | 事業所数  | 従業員数 |
| ---- | --------- | -------- |
| 領家 | 146事業所 | 2,874人  |

## 交通
地区内に鉄道は敷設されていない。最寄り駅はJR東日本高崎線上尾駅だが、大字領家字丸山92番地2外の地点よりおよそ4.4 km離れている。下記の路線バスが主要な交通手段となる。

### 道路
- 国道17号上尾道路
- 上尾サイクリングコース[12]・県央ふれあいんぐロード[13] - 歩行者自転車道

### バス
上尾駅からの路線バスが運行されている。
東武バスウエスト上尾営業所
地区内は「公民館入口」停留所が設置されている。
上尾市コミュニティバス「ぐるっとくん」
- 大石領家北上尾線
- 平方丸山公園線

地区内は「畔吉北」、「工業団地南」、「工業団地中」、「工業団地北」、「領家北」、「領家農村センター」、「恵和園東」、「恵和園」、「領家南」停留所が設置されている。

## 地域

### 町内会
- 領家東部自治会[38]
- 領家西部自治会

### 祭事
- 領工祭り[39] - アイチコーポレーション敷地内

### 施設
かつては鎮守の氷川社のほか天神社や雷電社や石神社などがあったが、地内に神社は存在しない。旧大石村で村内にある神社の合祀が1907年（明治40年）に行われたためである。合祀先は小泉の氷川神社で、合祀後は八合神社に改称された。また、地内に街区公園や指定緊急避難場所は存在しない。
- 領家工業団地
  - アイチコーポレーション本社
  - ニチネン本社
  - 丸一本社
- 上尾市立養護老人ホーム 恵和園
- 領家農村センター
- 領家東部だんらんの家（公民館）
- 領家西部だんらんの家
- 埼玉動物靈園おもいでの里
- 西上尾メモリアルガーデン（霊園）
- 椿堂[43]（寺院） - 椿の古木があったためその名が付いた[12]。
- 宮下樋管（河川施設）[10]